# Pagiopalus atomarius
Pagiopalus atomarius är en spindelart som beskrevs av Simon 1900. Pagiopalus atomarius ingår i släktet Pagiopalus och familjen snabblöparspindlar. Inga underarter finns listade i Catalogue of Life.